# Mawana
Mawana là một thành phố và là nơi đặt ban đô thị (municipal board) của quận Meerut thuộc bang Uttar Pradesh, Ấn Độ.

## Địa lý
Mawana có vị trí 29°06′B 77°55′Đ / 29,1°B 77,92°Đ Nó có độ cao trung bình là 221 mét (725 feet).

## Nhân khẩu
Theo điều tra dân số năm 2001 của Ấn Độ, Mawana có dân số 69.199 người. Phái nam chiếm 53% tổng số dân và phái nữ chiếm 47%. Mawana có tỷ lệ 53% biết đọc biết viết, thấp hơn tỷ lệ trung bình toàn quốc là 59,5%: tỷ lệ cho phái nam là 61%, và tỷ lệ cho phái nữ là 44%. Tại Mawana, 17% dân số nhỏ hơn 6 tuổi.